# William De Witt Hyde
William De Witt Hyde, né le 23 septembre 1858 à Winchendon dans le Massachusetts – décédé le 29 juin 1917 à Brunswick dans le Maine, est un universitaire américain.

## Biographie
Il est diplômé de l'université Harvard en 1879 et de l'Andover Newton Theological School en 1882. Ordonné au ministère de la Congrégation en 1883, il est pasteur à Newark, N. J. en 1883-85, puis président du Bowdoin College et occupe une chaire de philosophie morale.
Il est membre de l'« Immigration Restriction League (en) », première entité américaine officiellement associée à l'eugénisme aux États-Unis, fondée en 1894 par trois jeunes diplômés de l'université Harvard.

## Publications
- Practical Ethics (1892)
- Social Theology (1895)
- Practical idealism (1897)
- God's Education of Man (1899)
- The Art of Optimism (1900)
- The Cardinal Virtues (1901)
- Jesus' Way (1902)
- The New Ethics (1903)
- The College Man and the College Woman (1906)
- From Epicurus to Christ (1906)
- Abba, Father (1908)
- Self-Measurement (1908)
- Sin and its Forgiveness (1909)
- The Teacher's Philosophy in and out of School (1910)
- The Five Great Philosophies of Life (1911)
- The Quest of the Best (1913)

## Source de la traduction
- (en) Cet article est partiellement ou en totalité issu de l’article de Wikipédia en anglais intitulé « William De Witt Hyde » (voir la liste des auteurs).